# Xyletobius euphorbiae
Xyletobius euphorbiae är en skalbaggsart som beskrevs av Perkins 1910. Xyletobius euphorbiae ingår i släktet Xyletobius och familjen trägnagare. Inga underarter finns listade i Catalogue of Life.